# 阿蘇品照美
阿蘇品 照美（あそしな てるみ、1982年8月2日 - ）は日本の元陸上競技選手（長距離走）。熊本県阿蘇郡一の宮町（現・阿蘇市）出身。

## 略歴
一の宮町立一の宮中学校時代の1997年に第15回全国都道府県対抗女子駅伝で3区に出場、区間賞を取り、熊本県チームの優勝に貢献した。熊本信愛女学院高等学校を経て2001年に京セラに入社。長距離選手として活動した。
2003年12月の全日本実業団女子駅伝では、同じ区間を走った福士加代子にデッドヒートの末競り勝ち、注目を集めた。
2005年には4月の兵庫リレーカーニバルの女子10000mで世界陸上選手権の参加記録Aを突破する31分23秒55を記録したが、代表選考会となる6月の日本選手権では8位に終わり、代表選出はならなかった。同年10月にカナダ・エドモントンで開催された世界ハーフマラソン選手権に出場、1時間11分45秒のタイムで12位であった。
2006年1月、大阪国際女子マラソンで初マラソンに挑戦。前半は先頭集団に入っていたが、途中で脱水症状を起こし35kmで途中棄権となった。同年で京セラを退社し、いったん熊本の実家に戻っていた。
2008年4月に大南博美・敬美姉妹の所属するトヨタ車体陸上部に入部したが、同年12月の日体大記録会出場を最後に、2009年3月に同陸上部を退部した（トヨタ車体陸上部は2010年3月限りで廃部）。